# Новоєгорівка (Баштанський район)
Новоєго́рівка — село в Україні, у Баштанській міській громаді Баштанського району Миколаївської області. Населення становить 1454 особи.

## Історія
У 1869 році організовується поселення Ново-Григорівка (Солдатське, Новоєгорівка) з відставних солдат переважно з Київської, Полтавської, Волинської, Гродненської та Калужської губерній.  
В 1870 році поряд засновується нове поселення так званими актовими селянами вихідцями з Тираспольського та Ананьївського повітів Херсонської губернії, яке дублює назву поселення Ново-Григорівка (Ахтовка) . 
В російських дореволюційних та перших радянських довідниках використовують розрізнювальні номери й означальні члени: «Ново-Єгорівка І (Солдатське)»  і  «Ново-Єгорівка ІІ (Ахтове)».
За даними всеросійського перепису 1916 року: в с.Ново-Григорівка І  було 85 дворів, населення всього складало 475 осіб (222 чоловіків та 253 жінки); в с.Ново-Григорівка ІІ 137 дворів, населення всього 799 осіб (339 чоловіків та 460 жінок) .
В 1968 році відбувається приєднання с.Новоєгорівки Другої до с.Новоєгорівки Першої, закріплюється спрощена назва Новоєгорівка .

## Населення
Згідно з переписом УРСР 1989 року чисельність наявного населення села становила 1412 осіб, з яких 646 чоловіків та 766 жінок.
За переписом населення України 2001 року в селі мешкали 1452 особи.

### Мова
Розподіл населення за рідною мовою за даними перепису 2001 року:
| Мова       | Відсоток |
| ---------- | -------- |
| українська | 93,60 %  |
| російська  | 6,05 %   |
| молдовська | 0,34 %   |

## Об'єкти соціальної сфери
- Новоєгорівська амбулаторія загальної практики сімейної медицини
- Новоєгорівська ЗОШ І-ІІІ ступенів ім. Б. В. Федорова
- Новоєгорівський будинок культури
- Новоєгорівський ДНЗ «Веселка»
- Сільська бібліотека

## Економіка
- СТОВ «Лан»
- 9 торговельних об'єктів

## Постаті
- Гнидий Анатолій Олегович (1992—2022) — солдат Збройних сил України, учасник російсько-української війни.
- Кузьменко Микола Миколайович (1912—1992) — генерал-майор танкових військ СРСР.
- Федоров Борис Васильович (1914—1974) — учасник Другої світової війни, командир дивізіону, капітан, Герой Радянського Союзу.